# Thomas I. (Breslau)

Wappen des Breslauer Bischofs Thomas I.

Thomas (auch: Thomas I.; † 30. Mai 1268) war Bischof von Breslau.

## Herkunft und Werdegang
Thomas entstammte vermutlich dem polnischen Geschlecht der Rawitsch, das auf das mächtige böhmische Geschlecht der Wrchowez zurückgehen soll. Er studierte in Italien, wo er den akademischen Magistergrad erwarb. 1220 wurde er Domherr am Breslauer Dom. Er führte den Titel Doctor decretorum. 

## Bischof von Breslau
Nach dem Tod des Breslauer Bischofs Lorenz wurde Thomas 1232 vom Domkapitel zu dessen Nachfolger gewählt.
In seine Amtszeit fällt der Konflikt mit Herzog Heinrich I. und nach dessen Tod 1238 mit dessen Sohn Heinrich II. wegen der kirchlichen Immunitätsrechte. Auch mit den deutschen Siedlern, die aus ihrer westlichen Heimat eigene kirchliche Bräuche mitgebracht haben, hatte er mehrere Auseinandersetzungen, die jedoch 1248 auf der Provinzialsynode in Breslau beigelegt werden konnten. Weitere Synoden wurden 1253, 1264 und 1267 abgehalten.
1232 gründete Thomas ein Kollegiatstift in Oppeln und 1262 das vierte Breslauer Archidiakonat Liegnitz. Auch mehrere Klostergründungen gehen auf seine Zeit zurück:
- Zisterzienser in Rauden (1258)
- Magdalenerinnenkloster Naumburg am Queis in Naumburg am Queis (1247)
- Franziskaner in Löwenberg (1248), Schweidnitz (1249), Glogau (vor 1257) und Goldberg (vor 1258)

Da der romanische Breslauer Dom während des Mongolensturmes 1241 zerstört wurde, begann Bischof Thomas 1242 mit dem Bau des neuen, gotischen Domes, konnte dessen Vollendung jedoch nicht mehr erleben.